# Funiculaire Vevey – Chardonne – Mont Pèlerin
Le funiculaire Vevey – Chardonne – (Mont) Pèlerin (VCP) relie depuis 1900 les rives du lac Léman au Mont-Pèlerin, localité établi sur le versant sud du sommet homonyme.

## Histoire
En 1897, le premier projet est un funiculaire Chardonne-Mont-Pèlerin, long de 580 mètres avec un écartement de voie de un mètre,,. En juillet de la même année, l'idée de faire partir le funiculaire depuis Vevey est lancée. Le 25 septembre, l'extension de la concession jusqu'à Vevey est proposée aux chambres par le Conseil fédéral. L'extension de la concession est accordée en octobre par le parlement. En 1898, la commune de Chardonne accorde une subvention de 20 000 francs pour la construction du funiculaire,. La commune de Jongny accorde une subvention de 5 000 francs,,. À la date du 30 août 1898, 405 000 francs de capital ont été levés. Une seule classe de voyageur est prévue. L'extension de la ligne de Baumaroche au sommet du Mont-Pèlerin est définitivement abandonnée en raison des coûts d'exploitations jugés trop élevés.
Le funiculaire est mis en service en 1900. La durée du trajet est de 24 minutes à l'origine.

## Technique
Il a toujours comporté deux voitures, l'avalante faisant contrepoids pour tracter plus facilement la montante. Dès l'origine à traction électrique, la machinerie est située dans la gare supérieure. En 2014, une réfection complète aussi bien des cabines que des infrastructures et poste de commande a été effectuée. La ligne est désormais aux normes de la loi sur l'égalité pour les handicapés.
Il est dans la zone Mobilis Vaud 73-74-77.

### Données techniques[18]
- Longueur exploitée : 1578 mètres
- Longueur totale : 1591 mètres
- Dénivelé : 417 mètres
- Rampe : de 130 à 540 ‰
- Écartement des rails : 1000 mm
- Vitesse : 4 m/s
- Constructeurs : Von Roll Doppelmayr

## Galerie d'images

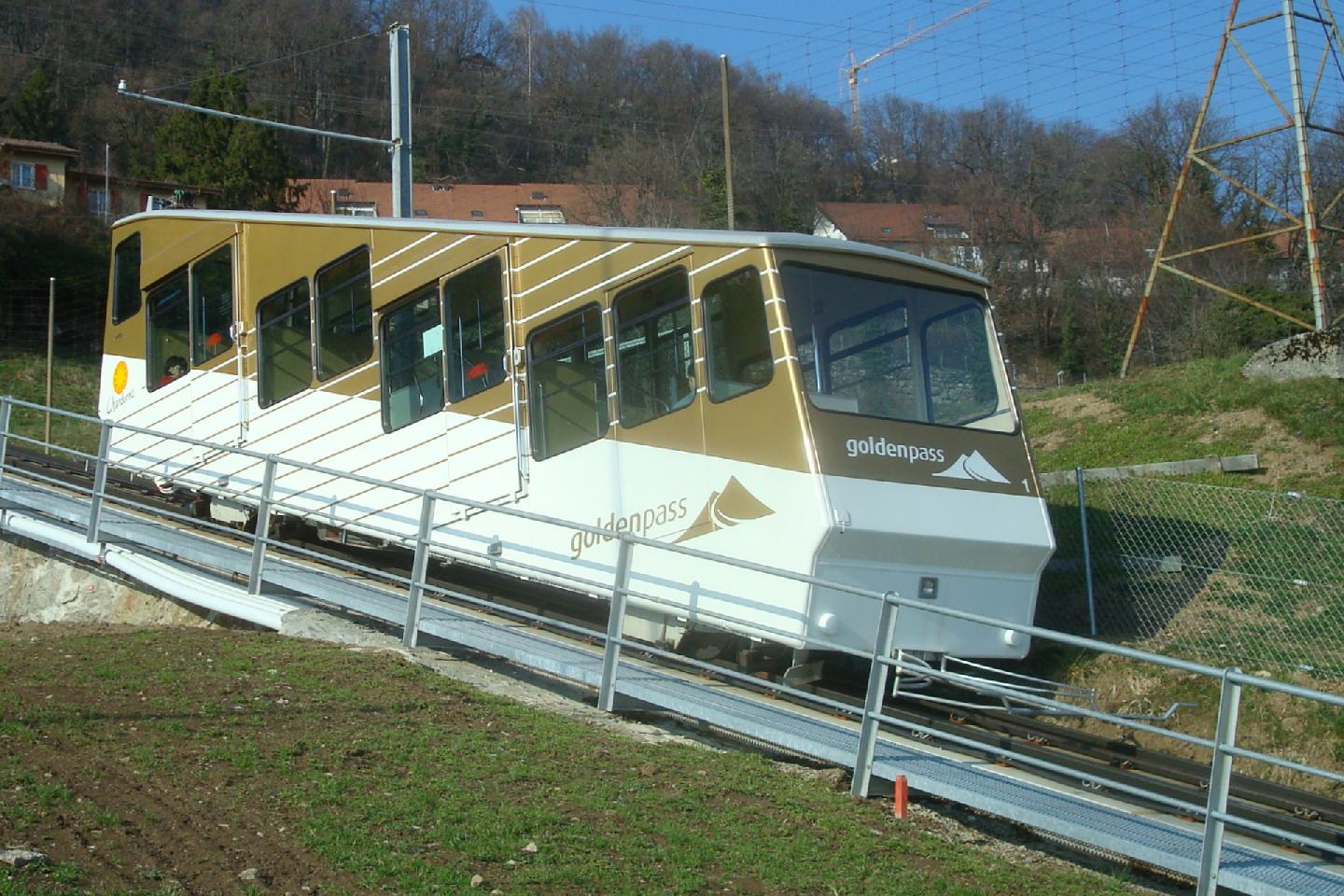
Livrée des voitures abandonnée en 2014 pour revenir au rouge selon le souhait d’une grande partie des 315 000 usagers annuels.
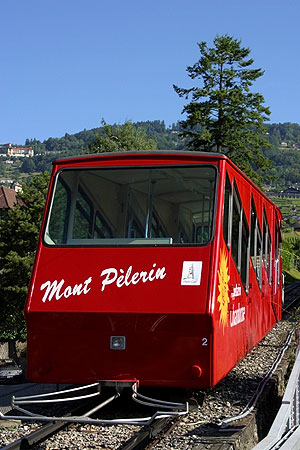
Ancienne livrée des voitures
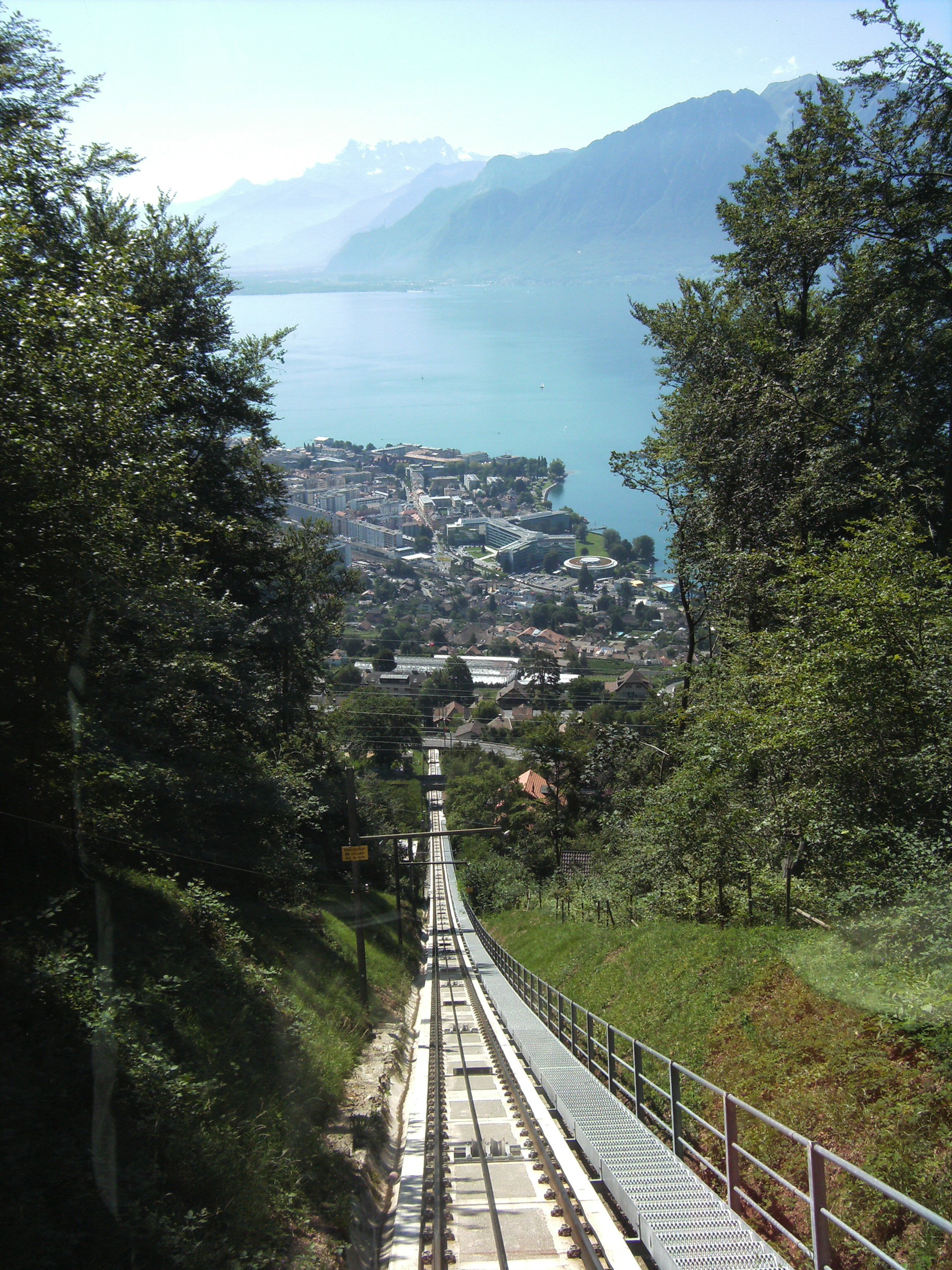
Entre La Baume et la station du Mont-Pèlerin ; vue sur Vevey et le lac Léman
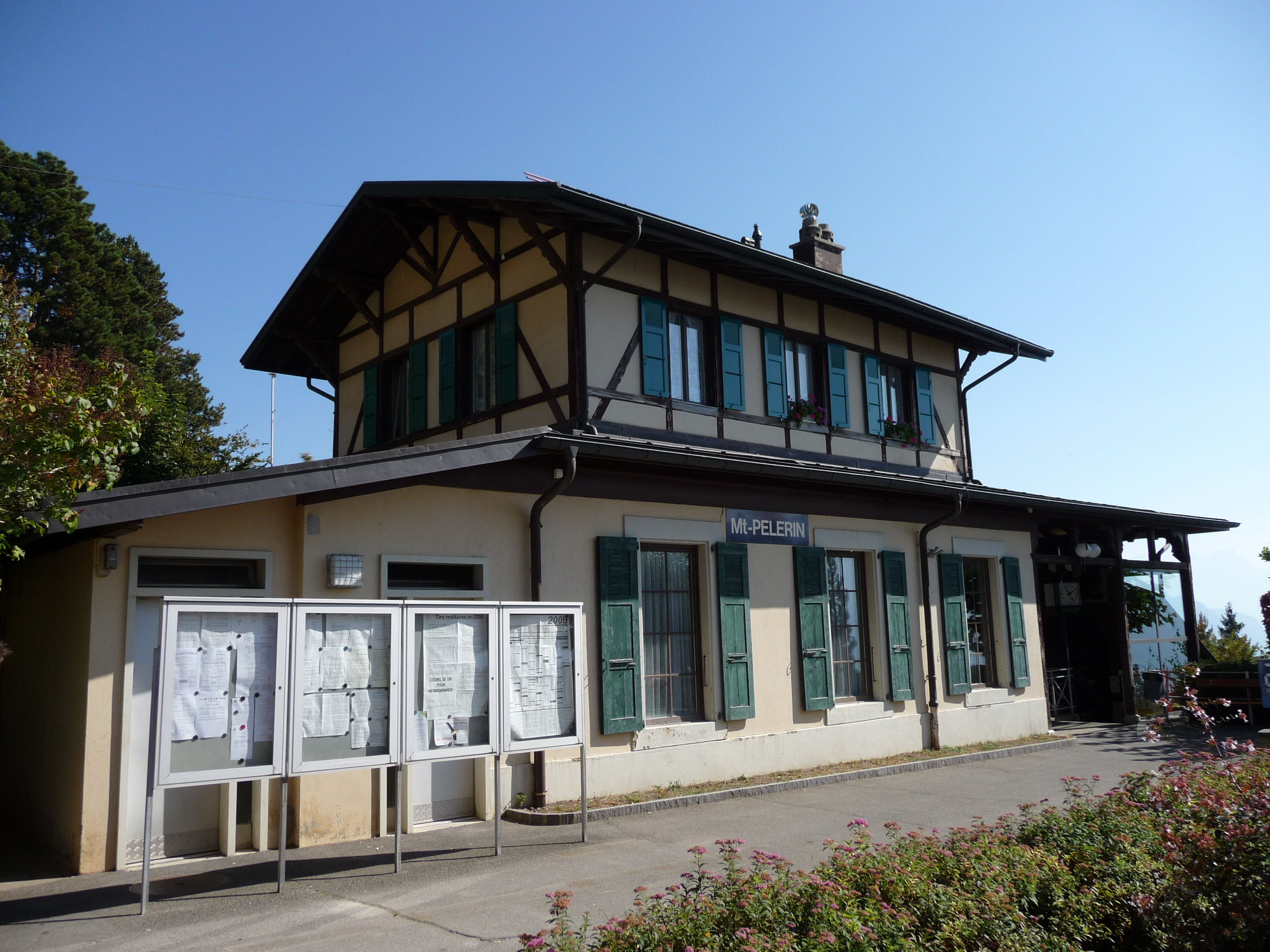
Le Mont-Pèlerin, station supérieure
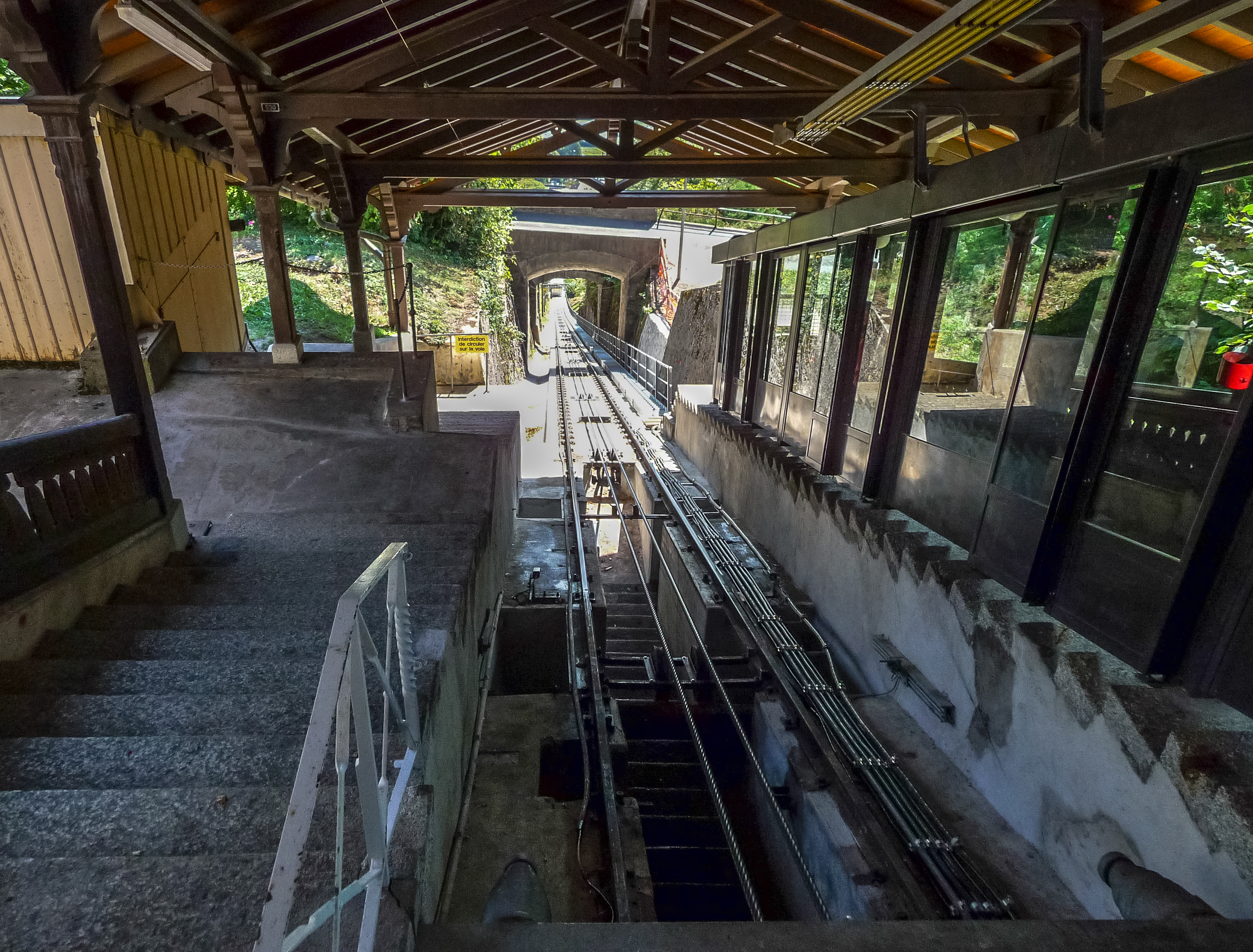
Station supérieure, vue sur les portes palières